# Kanton Langueux
Langueux is een voormalig kanton van het Franse departement Côtes-d'Armor. Het kanton maakte deel uit van het arrondissement Saint-Brieuc. Het werd opgeheven bij decreet van 13 februari 2014 met uitwerking op 22 maart 2015 en vervangen door het kanton Trégueux.

## Gemeenten
Het kanton Langueux omvatte de volgende gemeenten:
- Hillion
- Langueux (hoofdplaats)
- Trégueux
- Yffiniac